# Andreas Suborics

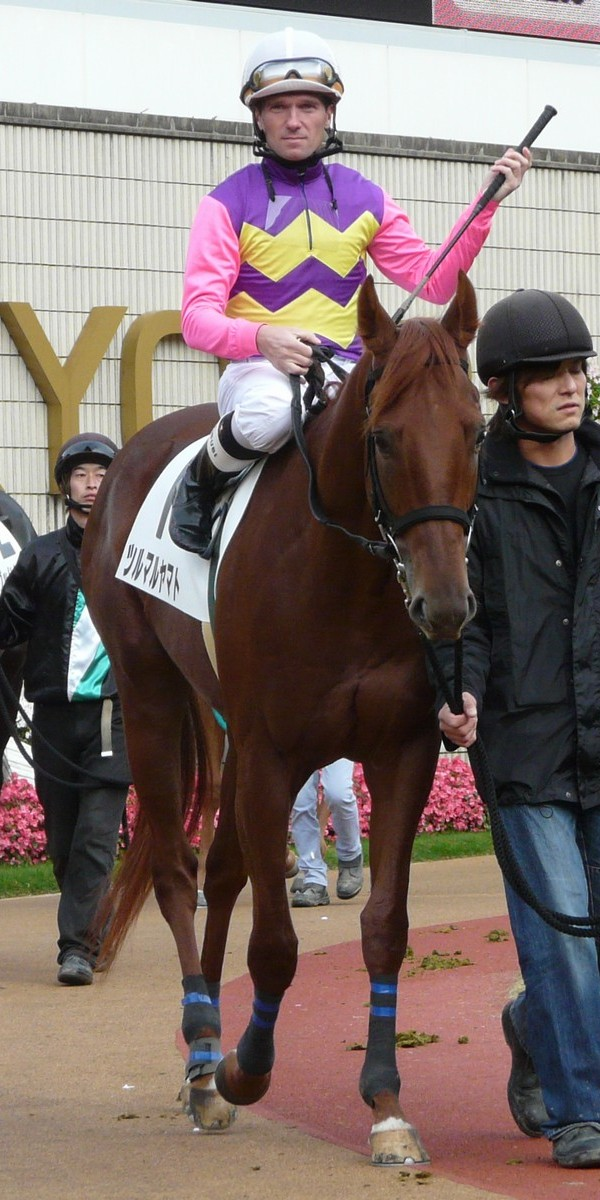
Andreas Suborics

Andreas Suborics (* 11. August 1971 in Wien) ist ein ehemaliger österreichischer Jockey im Galoppsport, der vorwiegend in Deutschland ritt. Mittlerweile ist er als Galopptrainer in Köln tätig.

## Ausbildung
Suborics begann 1986 seine Jockeylehre in der Wiener Freudenau.

## Jockey
Seinen ersten Sieg in einem Gruppenrennen konnte Suborics am 21. Oktober 1990 beim Win Frontal in München erringen. Er entwickelte sich zu einem der besten Reiter in Deutschland, was sich in drei Jockey-Championaten (2002, 2004 und 2006) niederschlug. Im Jahr 2004 konnte er auf Shirocco das Deutsche Derby gewinnen. Zweimal gewann er die Jockey World Series in Japan. Er feierte bisher über 1400 Siege, davon mehr als 70 in Gruppenrennen.

## Vorläufiges Karriereende und Neustart
Nachdem er schon im Januar 2005 in Kyōto einen schweren Reitunfall hatte, bei dessen Behandlung ihm eine Titanplatte zwischen den Brustwirbeln eingesetzt worden ist, ereignete sich im April 2010 in Hongkong ein weiterer schwerer Unfall im Training. In dessen Folge beendete er seine Karriere als Jockey. Er feierte jedoch Ende des Jahres sein Comeback und konnte in der Folge an seine früheren Erfolge anschließen. In der ersten Jahreshälfte 2012 ritt er mit einer Gastlizenz in Hongkong, anschließend plante er beim französischen Trainer John Hammond tätig zu sein. Seit 2017 ist Andreas Suborics als Trainer in Köln stationiert.